# 1896年夏季奧林匹克運動會舉重比賽—雙手舉起
在1896年夏季奧林匹克運動會舉重比賽中，雙手舉起是兩項舉重項目之一，雙手舉重於是 4 月 7 日進行，共有六名運動員參加。丹麥的維高·贊臣和英國的朗塞斯頓·埃利奧特都舉起了 111.5 公斤，以喬治王子為首的裁判團認為贊臣的舉重方法更「好」一些，英國代表團對此表示了不滿和抗議。在隨後的附加賽中，雙方都沒能提升各自的成績，最後贊臣被判獲勝。贊臣在雙手舉最後一次試舉過程中受輕傷，間接影響接著進行一手舉起比賽表現失落金牌。

## 賽果
| 排名 | 選手                 | 國家   | 重量（公斤） |
| ---- | -------------------- | ------ | ------------ |
| 金牌 | 維高·贊臣            | 丹麦   | 111.5        |
| 銀牌 | 朗塞斯頓·埃利奧特    | 英国   | 111.5        |
| 銅牌 | Sotirios Versis      | 希腊   | 90.0         |
| 4    | Georgios Papasideris | 希腊   | 90.0         |
| 4    | 卡尔·舒曼            | 德国   | 90.0         |
| 6    | 莫姆奇洛·塔帕維卡    | 匈牙利 | 80.0         |